# Collapse: The Rage
Collapse: Ярость — компьютерная игра в жанре шутера от третьего лица с элементами слэшера, самостоятельное дополнение к компьютерной игре Collapse, разработанной украинской компанией Creoteam.

## Сюжет
События игры разворачиваются на территории Киева в 2096 году, через несколько часов после окончания событий оригинальной Collapse.
После уничтожения главным героем игры аномалии «Дыра», территория Киева была очищена от монстров, в результате чего военные временно сняли карантин. В город были введены войска для полной очистки города. Однако «Дыра» не была полностью уничтожена — она рассыпалась на множество маленьких аномалий, названных «осколками», через которые начали появляться новые монстры. Из одного из таких «осколков» и появляется Родан в обновлённом теле. Он немедленно связывается с профессором Гориным и выясняет ситуацию в городе: войска терпят поражение в бою с монстрами, вследствие чего принято решение о прекращении военных действий и возобновления карантина. Родан обнаруживает в себе новое умение: убивая монстров, герой накапливает гнев, при достижении определённого уровня которого он входит в режим «Ярости», убивая врагов одним ударом меча.
Между тем Родан уже стал известен не только на территории «Свалки», но и за её пределами. Горин обещает Родану связаться с военными для того, чтобы эвакуировать его из Киева и таким образом улучшить сотрудничество. Также Горин рассказывает Родану о странном монстре, которого назвали «Призраком». Военные видели, как монстр появлялся в разных частях города, и это был единственный монстр, на которого нападали другие монстры.
Выяснив место встречи с военными, Родан добирается до заданной точки, однако встречает не «теплый приём», а автоматные очереди. Разгневанный из-за измены, Родан убивает всех военных и прерывает все контакты с Гориным. Горин уговаривает Родана поверить, что он не знает, почему военные открыли огонь и договаривается с Роданом о встрече в лабораториях под Киевом, вход в которые находится под одним из стадионов. Добравшись до стадиона, Родан встречает там «Призрака» — огромного монстра, способного к телепортации. Родан убивает его и спускается в лаборатории, где его ждёт Горин. Однако, увидев Родана, Горин лишь испуганно смотрит на героя. Взглянув на своё отражение, Родан видит не свой привычный облик, а монстра, похожего на «Призрака».